# Даниэль Адам из Велеславина
Даниэль Адам из Велеславина (чеш. Daniel Adam z Veleslavína; 31 августа 1546, Прага, Земли Чешской короны — 18 октября 1599, Прага, Чехия) — чешский книгоиздатель, писатель, организатор литературной деятельности и гуманист.

## Биография
Родился 31 августа 1546 года в деревне Велеславин (ныне — часть Праги), в семье мельника Штепана Адама и жены его Регины. В 1568 году получил в Пражском университете степень бакалавра, в 1569 году — степень магистра, и до 1576 являлся профессором истории. После свадьбы с Анной, дочерью владельца типографии Йиржи Мелантриха из Авентина, он был вынужден оставить Университет (профессора которого, согласно существовавшим правилам, должны были соблюдать обет безбрачия), и занялся книгоиздательством и научной деятельностью. После смерти тестя в 1580 году Даниэль Адам унаследовал его типографию, и занимался книгоиздательством до самой смерти 18 октября 1599 года. На первых своих изданиях он подписывался «Адам Даниэль» или «Даниэль Пражский» (Pragenus); после получения в восьмидесятых годах XVI века дворянского титула он стал писать фамилию «из Велеславина» — по родной деревне.
Под руководством Даниэля Адама было издано значительное количество книг: учебники, книги на нравственно-религиозные темы, сочинения по географии и истории, множество переводов, несколько составленных самим Даниэлем Адамом словарей. В его типографии было издано несколько исторических хроник, в частности, «Московская хроника» Александра Гваньини. Наиболее значительным трудом Даниэля Адама являлся «Исторический календарь» (1578 год, 2-е издание — 1590 год). Заслугой Даниэля Адама является популяризация чешского языка как языка литературы и науки. На этом поприще он достиг столь выдающихся успехов, что его время в истории Чешской литературы иногда называют «Велеславинским периодом».
Даниэль Адам втайне являлся членом общины «Чешских братьев». Его сын, Самуил Адам, также принадлежал к «Чешским братьям».